# 沐石河
沐石河位于中华人民共和国吉林省中部，是第二松花江左岸支流。河名为满语“穆苏”（满文：ᠮᡠᠰᡥᡠ，转写：mushu）之音转，意为“鹌鹑”。
沐石河发源于长春市九台区南部海拔482m的桦树背山东南，蜿蜒向西北流经沐石河街道、城子街街道以及德惠市东部地区，于松花江镇松花江村京哈铁路松花江大桥东侧（高程150m）汇入第二松花江。河长112.5千米，流域面积1464平方千米，流域多年平均降雨量550-600mm，河道平均比降0.6‰。年均径流量1.15亿立方米。
沐石河流域内水土流失严重，河水浑浊，平均含沙量达9.03千克每立方米。在吉林省仅次于东辽河。部分河床高出地面1-3m成为悬河。
建有沐石河青山水库。基准水位为浮家桥水文站（位于德惠市五台乡浮家桥村），保证水位169.00米。